# William Henry Monk
William Henry Monk (Grande Londres, 16 de março de 1823 – Grande Londres, 18 de março de 1889) foi um organista inglês, músico de igreja e editor de música que compôs diversas músicas populares de hinos, incluindo hinos muitos famosos como "Eventide", usada para o hino " Abide with Me" " Ele também escreveu músicas para cultos e hinos da igreja .

## Biografia
William Henry Monk nasceu em Londres em 16 de março de 1823. Sua juventude não foi bem documentada, mas parece que ele se desenvolveu rapidamente no teclado, mas talvez menos na composição.
Aos 18 anos, Monk era organista da Igreja de São Pedro, na Eaton Square (centro de Londres). Ele partiu depois de dois anos e mudou-se para mais dois postos de organistas em Londres (Igreja de St. George, Albemarle Street e Igreja de St. Paul, Portman Square). Ele passou dois anos em cada um. Cada um serviu como significativas experiências  para promover Monk no caminho musical.
Em 1847, Monk tornou-se diretor de coro no King's College London . Lá, ele desenvolveu um interesse em incorporar o cânhamo nos serviços anglicanos, uma ideia sugerida por William Dyce, professor do King's College com quem Monk tinha muito contato. Em 1849, Monk também se tornou organista no King's College.
Em 1852, tornou-se organista e mestre de coral na Igreja de St. Matthias, Stoke Newington, onde fez muitas mudanças: o plainchant era usado nos salmos de canto e a música tocada era mais apropriada ao calendário da igreja. A essa altura, Monk também estava organizando hinos, além de escrever suas próprias melodias. Em 1857, seus talentos como compositor, arranjador e editor foram reconhecidos quando foi nomeado editor musical do Hymns Ancient and Modern, um volume publicado pela primeira vez em 1861, contendo 273 hinos. Após a adição de suplementos (segunda edição - 1875; adições ou suplementos posteriores - 1889, 1904 e 1916), tornou-se um dos livros de hinos mais vendidos já produzidos. Foi para esta publicação que Monk forneceu sua famosa música "Eventide", que é usada principalmente para o hino " Permaneça comigo ", além de várias outras, incluindo "Getsêmani", "Ascensão" e "St. Denys".
Em 1874, Monk foi nomeado professor de estudos vocais no King's College; posteriormente, ele aceitou cargos semelhantes em outras duas prestigiadas escolas de música de Londres: a primeira na Escola Nacional de Treinamento para Música em 1876 e a segunda na Bedford College em 1878. Monk permaneceu ativo na composição em seus últimos anos, escrevendo não apenas músicas de hinos, mas também hinos e outras obras. Em 1882, a Universidade de Durham concedeu a ele um Mus honorário . Doc.

Ele morreu em 1 de março de 1889 e foi enterrado no cemitério de Highgate . 